# Maciej Kociuba
Maciej Kociuba – polski filozof, dr hab. nauk humanistycznych, adiunkt Instytutu Filozofii Wydziału Filozofii i Socjologii Uniwersytetu Marii Curie-Skłodowskiej.

## Życiorys
W 1992 obronił pracę doktorską Dynamiczna epistemologia Gastona Bachelarda, 23 maja 2012 uzyskał stopień doktora habilitowanego. Jest zatrudniony na stanowisku adiunkta w Instytucie Filozofii na Wydziale Filozofii i Socjologii Uniwersytetu Marii Curie-Skłodowskiej.